# Nathan Douglas
Nathan Douglas (ur. 4 grudnia 1982 w Oksfordzie) – angielski lekkoatleta, trójskoczek.

## Osiągnięcia
- srebrny medal Mistrzostw Europy w Lekkoatletyce (Göteborg 2006)
- srebro Halowych Mistrzostw Europy w Lekkoatletyce (Birmingham 2007)

Douglas dwukrotnie reprezentował Wielką Brytanię na Igrzyskach olimpijskich (Ateny 2004 & Pekin 2008) jednak na obu imprezach nie awansował do finałowego konkursu trójskoku.

## Rekordy życiowe
- trójskok - 17.64 (2005)
- trójskok (hala) - 17.47 (2007)